# Francesco Bonafede Oddo
Francesco Bonafede Oddo, noto anche con lo pseudonimo di Francesco Ingadolce (Gratteri, 17 novembre 1819 – Gratteri, 4 ottobre 1905), è stato un patriota e anarchico italiano. Partecipò attivamente alla Rivoluzione siciliana del 1848, fu uno dei protagonisti dell'insurrezione palermitana del settembre 1866 e successivamente un organizzatore della Prima internazionale in Sicilia.

## Biografia
Figlio di Domenico Bonafede e di Marianna Oddo, aderì alle idee mazziniane fin dagli anni dell'università. Arrestato una prima volta nel 1847, fu tra i primi ad insorgere il 12 gennaio 1848 e il 13 giugno 1848, col grado di tenente prese parte alla spedizione in Calabria a sostegno dell'insurrezione locale. Catturato dall'esercito borbonico rimase in carcere per 16 mesi.

Rientrato a Palermo venne inviato al domicilio coatto a Collesano, qui partecipò nel 1856 allo sfortunato moto rivoluzionario promosso da Francesco Bentivegna, divenendo capo del locale Governo provvisorio. Condannato a morte, ottenne la commutazione della pena in 18 anni "ai ferri" nell'Isola di Favignana.

Venne liberato dall'arrivo dei garibaldini. Inizialmente collaborò con Garibaldi, ma rimase ben presto deluso dallo sviluppo moderato del moto, motivo per cui si orientò progressivamente verso idee socialiste e bakuniniste, pur appoggiando la guerra per l'annessione del Veneto.

Nel settembre 1866 ebbe un ruolo di rilievo nel moto insurrezionale palermitano. di cui fu anzi, secondo alcuni, "il capo effettivo e l'autore dei proclami".
Dopo la repressione dell'insurrezione si mantenne per un anno e mezzo in clandestinità, pubblicando opuscoli repubblicani e cercando di provocare un nuovo moto nell'isola.

Nel maggio 1868 fuggì a Trieste, dove venne raggiunto dal fratello Giacomo. Qui, con lo pseudonimo di Ingadolce continuò una instancabile attività di propaganda repubblicana, fino all'arresto da parte delle autorità asburgiche, che lo condannarono a cinque anni di carcere duro. Amnistiato venne espulso dall'Austria nel 1872.

Ritornato in Sicilia si orientò decisamente verso la Prima Internazionale, diventandone un organizzatore e assumendo posizioni anarchiche sempre più intransigenti. Negli anni successivi fu organizzatore di società di mutuo soccorso legate al movimento dei Fasci siciliani.